# Jens Lassen la Cour
Jens Lassen Faurschou Dornonville de la Cour, född 15 maj 1876 i Draaby, Randers amt, Danmark, död 5 december 1956 i Helsingborgs Maria församling i dåvarande Malmöhus län, var en dansk ingenjör och direktör, huvudsakligen verksam i Sverige. 
Jens Lassen la Cour tillhörde den franskbördiga danska släkten la Cour. Han var son till godsägaren Jacob Ludvig Vauvert la Cour och Johanne Cathrine Faurschou. Efter studentexamen i Århus 1894 diplomerades la Cour såsom maskiningenjör från Polytechnikum i Zürich 1899, var ledamot av Engelbert Arnolds privata byrå i Karlsruhe 1899–1904, assistent vid tekniska högskolan där 1900–1904, docent i projektering av elektriska kraft- och bananläggningar 1903–1904, chief engineer vid Bruce Peebles & Co i Edinburgh 1904–1907, teknisk direktör vid ASEA 1907–1914 och direktör vid Norsk Hydro-Elektrisk Kvælstof AS 1914–1918. 
La Cour var en av grundarna av Svenska Elektrokemiska Industri AB 1916, som bedrev torvfabriker i södra Sverige, och var dess direktör 1918–1923 samt vidare verkställande direktör för Svenska Elektromekaniska Industri AB i Helsingborg 1921–1942, Graham Brothers 1937–1942, styrelseordförande i Svenska Elektromekaniska Industri AB och Graham Brothers 1943–1949, i AB Elektroskandia 1934–1949, i AB Edwin Andrén & C:o 1938–1949, i AB Elevator 1938–1949, i AB Kullabergs Natur från 1944, i AB Arbogamaskiner från 1949 och i Hvilans Mekaniska Verkstads AB från 1949. 
Han var innehavare av fädernegården Skærsø 1914–1933 och mödernegården Frederiksminde 1917–1938. Han uppfann kaskadomformaren, som omformar växelström till likström, och dubbelpolomformaren. Han blev ledamot av Ingenjörsvetenskapsakademien 1919 och av Fysiografiska sällskapet i Lund 1930, hedersledamot 1951, teknologie hedersdoktor vid tekniska högskolan i Karlsruhe 1925, vid Polyteknisk Læreanstalt i Köpenhamn 1929, tilldelades Cedergrenska guldmedaljen av Kungliga Tekniska högskolan 1939 och blev hedersledamot av Tekniska föreningen i Helsingborg 1949. 
La Cour var medarbetare i Arnolds Die Gleichstrommaschine (två band), Die Wechselstromtechnik (sex band) och efter Arnolds död ensam utgivare därav. 
Han gifte sig 1905 med Maria Kapferer (1884–1970) från Schweiz. De fick fem barn: industriledaren Bjarne de la Cour (1910–2010), Beatrice Bertelsen (1911–1965, gift med medicine doktor Arne Bertelsen), direktören Hroar de la Cour (1914–2007), juristen Jarl Lennart de la Cour (1917–2003) och civilingenjören Gunnar de la Cour (1918-1994).